# HMS Smilax (K280)
HMS Smilax (K280) je bila korveta izboljšanega razreda Flower, ki je med drugo svetovno vojno plula pod zastavo Kraljeve vojne mornarice.

## Zgodovina
Ladjo je kot USS Tact (PG-98) naročila Vojna mornarica ZDA, po splovitvi pa jo je predala v sklopu programa Lend-Lease Kraljevi vojni mornarici, ki jo je nato preimenovala v HMS Smilax. 18. oktobra 1946 je bila vrnjena ZDA, kjer pa ni več vstopila v vojaško uporabo.
Vojska jo je prodala argentinski vojni mornarici, ki jo je preimenovala v ARA República (P-10). Med drugim je sodelovala v osvobodilni revoluciji kot obramba uporniške pomorske baze v Mar del Plati.